# Cesare Bettarini
Cesare Bettarini (* 17. Oktober 1901 in Calenzano; † 19. Oktober 1975 ebenda) war ein italienischer Schauspieler.

## Leben
1920 nahm Emma Gramatica Bettarini als jugendlichen Liebhaber unter Vertrag, wofür der großgewachsene, gutaussehende, stattliche Jungschauspieler wie geschaffen war. Bis in die 1930er Jahre hinein konzentrierte er sich in verschiedenen Ensembles auf seine Bühnentätigkeit. Nur gelegentlich nahm er Rollenangebote der Filmindustrie wahr. Sein Debüt gab er als „Tommy“ in Mario Camerinis Come le foglie; zwei Jahre später spielte er neben Gramatica in La damigella di Bard. Wiederum zwei Jahre später hatte er einen großen Bühnenerfolg, als er mit Antonio Gandusio und Kiki Palmer eine furiose Saison mit Komödien (L'antenato, Noce di cocco) vorweisen konnte. 1939 war er der Partner Elsa Merlinis in L'ultimo ballo von Ferenc Herczeg.
Bettarini wird als angesehener Schauspieler mit guter erziehung und korrektem Verhalten beschrieben´, das aber auch eine gewisse Kälte und Distanziertheit beinhaltet; seine frische und wohltönende Stimme ließ ihn auch als Synchronsprecher etliche Aufgaben finden. 1957/1958 zeigte sich in der musikalischen Komödie Un paio d'ali, dass seine Fähigkeiten am besten in Prosastücken zur Geltung kamen.

## Filmografie (Auswahl)
- 1934: Come le foglie
- 1935: Maddalena (Casta diva)
- 1952: Ein Auto macht noch keinen Millionär (Cinque poveri in automobile)
- 1952: Abenteuer der Lady de Winter (Il boia di Lilla)
- 1953: Drei Sünderinnen (Un giorno in pretura)
- 1953: Spartacus, der Rebell von Rom (Spartaco)
- 1953: Nero - Der Untergang Roms (Nerone e Messalina)
- 1958: Come te movi, te fulmino!